# Hygrophorus cossus
Hygrophorus cossus (James Sowerby, 1799 ex Elias Magnus Fries, 1838) din încrengătura Basidiomycota, în familia Hygrophoraceae și de genul Hygrophorus, este o specie foarte răspândită de ciuperci comestibile care coabitează, fiind un simbiont micoriza (formează micorize pe rădăcinile arborilor). O denumire populară nu este cunoscută. În România, Basarabia și Bucovina de Nord se dezvoltă în grupuri, preferat pe sol bazic și calcaros în păduri de foioase, sub fagi și stejari. Apare de la câmpie la munte din august până în noiembrie.

## Taxonomie

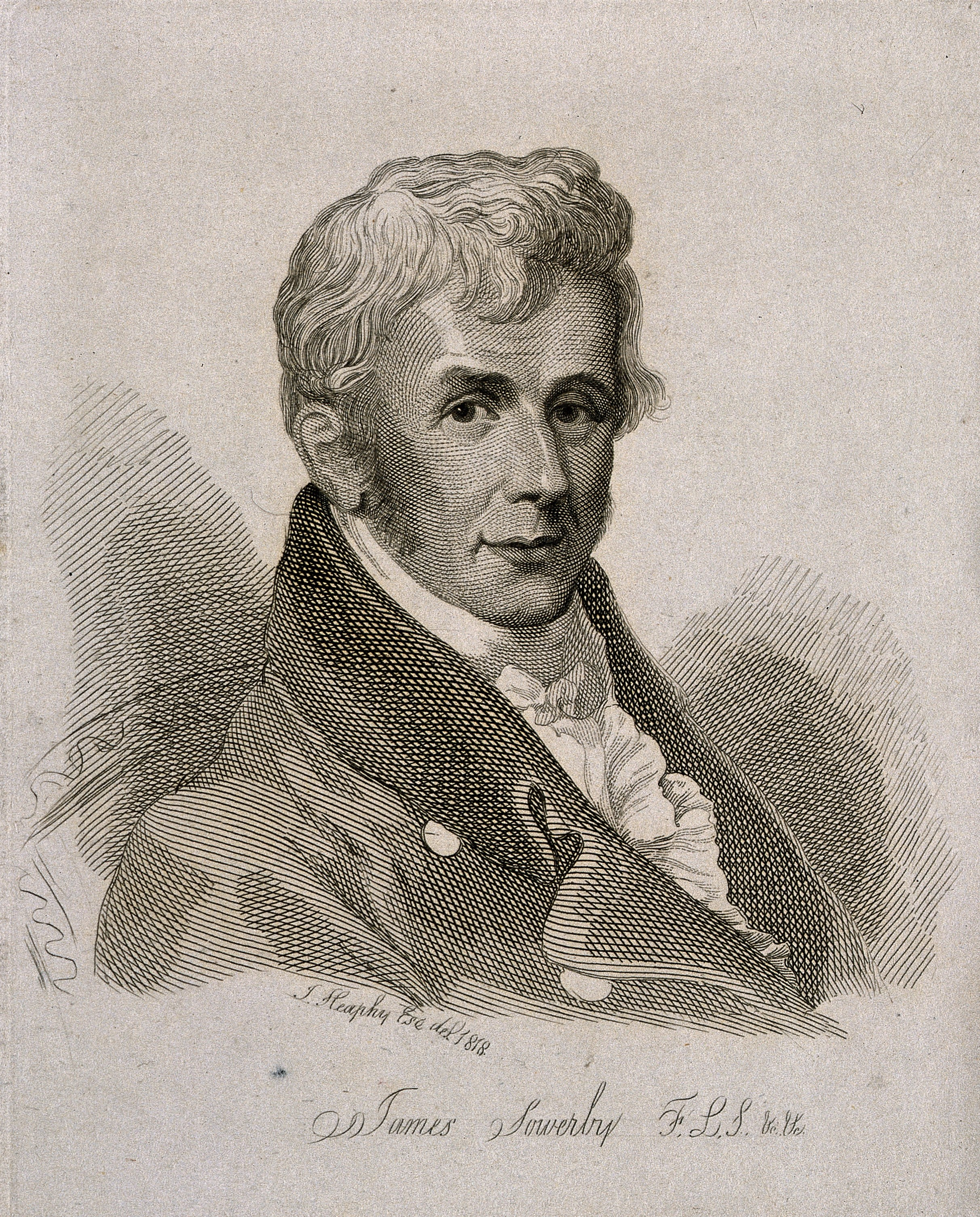
James Sowerby

Numele binomial a fost determinat de cunoscutul savant englez James Sowerby  drept Agaricus cossus care a descris și desenat specia în volumul 2 al operei sale Coloured figures of English Fungi or mushrooms din 1799.
Apoi, în 1838, renumitul savant Elias Magnus Fries a transferat specia la genul Hygrophorus sub păstrarea epitetului, de verificat în cartea sa Epicrisis systematis mycologici, seu synopsis hymenomycetum, fiind și numele curent valabil (2023).
Sinonim obligatoriu este Limacium cossus al micologului german Friedrich Otto Wünsche din 1877, bazând pe descrierea lui Sowerby. Toți ceilalți taxoni (inclus variațiile descrise) sunt acceptați drept sinonime (vezi infocaseta).
Epitetul specific se referă la mirosul asemănător omizilor moliei Cossus cossus atunci când sunt tinere sau rănite.

## Descriere

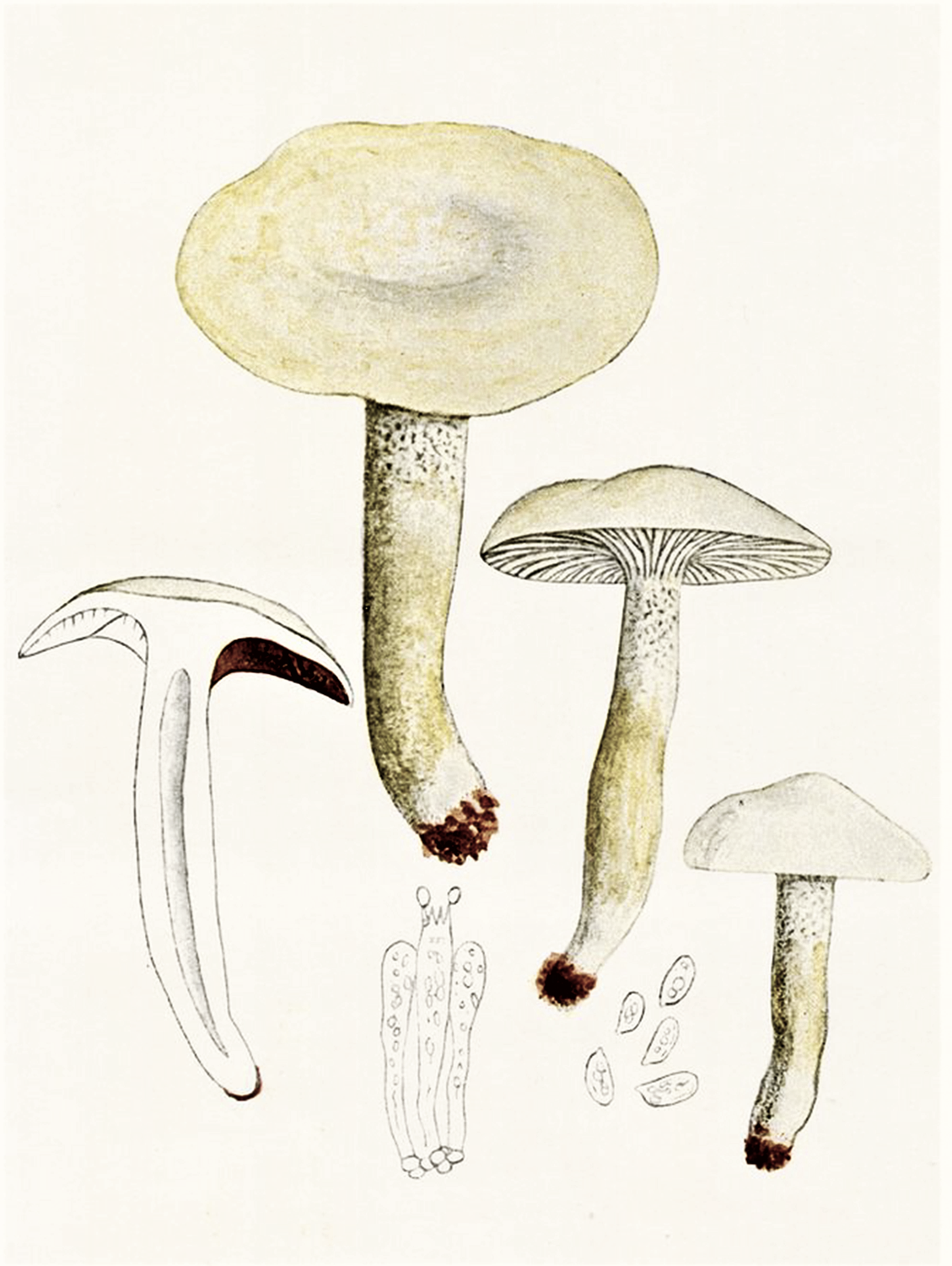
Bres.: Hygrophorus cossus

- Pălăria:  nu prea cărnoasă (grosime maximă 1 cm) cu un diametru de 3-7 (9) cm, este la început boltită semisferic cu marginea răsucită spre interior, repede convexă și uneori umbonată, apoi aplanată, la bătrânețe ușor deprimată. Cuticula netedă, mată, este lipicioasă sau vâscoasă când este umed. Coloritul alb pentru mult timp se decolorează cu avansarea în vârstă, devenind în centru precum la margine crem până ocru-gălbui.
- Lamelele: destul de distanțate și groase cu lameluțe intercalate de lungime diferită sunt arcuite precum larg adnate până scurt decurente la picior cu muchii netede. Coloritul este alb, devenind mai târziu crem până la ocraceu pal.
- Piciorul: destul de solid de 4-8 (10) cm lungime și de 0,6-1,5 (2) cm lățime este cilindric și atenuat spre bază, uneori îndoit, mai întâi plin, apoi gol tubular pe dinăuntru. Suprafața este mai mult sau mai puțin netedă, spre vârf brumată până fin focoasă, în jos la început puternic vâscoasă, dar curând mai puțin până aproape uscată. Coloritul alb până la crem-gălbui, rumenește treptat de la bază în sus. Nu poartă un inel.
- Carnea: este destul de moale, de culoare albă, mai groasă în mijloc și subțiată la margine. Mirosul este foarte particular, ceva ca oțet de lemn (Acetum lignorum; un lichid maro, acid și înțepător care miroase a cărbune ce apare în timpul distilării uscate a lemnului), asemănător celui a omizilor moliei Cossus cossus (vezi și mai sus) atunci când sunt tinere sau rănite pentru a descuraja prădătorii. Poate de acea, ciuperca nu este atacată de insecte.[8] Alți micologi compară mirosul cu cel de fructe putrezite, anghinare, topinambur sau chiar cu ulei de cocos rânced. Gustul este blând până la slab amar.[3][4]

- Caracteristici microscopice: are spori netezi, hialini (translucizi), elipsoidali până sub-ovoidali, uneori ușor constrânși, măsurând (6,5) 7-10 (11) x 4,5-6 microni. Pulberea lor este albă. Basidiile clavate îngust cu 4 sterigme fiecare (uneori doar cu 3 sau 2 spori) au o dimensiune de 34-50 (55) x 6,5 (7)-8 (9) microni. Pileipellis este un ixo-trichoderm de până la 300 µm grosime, constă din hife hialine destul de compacte, erecte, împletite, late de 2,5-5 µm cu multe capete libere. Elementele apicale sunt parțial trunchiat-clavate cu o lățime de 4,5-6,5 µm. Stipitipellis, o ixocutis destul de subțire până la un ixo-trichoderm, în sus de până la 120 µm grosime, este alcătuită din hife destul de compacte, culcate până la erecte, cu multe capete libere late de (2,5) 4 x 6 (-7,5) µm, elementele apicale cu o dimensiune de 24-50 x 4,5-7 microni fiind cilindrice, atenuate sau slab clavate cu veruci la vârf, compuse din fascicule de hife erecte, de până la 100 µm lungime. Trama himenoforală este bilaterală, formată din elemente cilindrice spre puternic umflate de 60-140 x 4,5-25 microni. Cistidele (elemente sterile situate în stratul himenal sau printre celulele din pielița pălăriei și a piciorului, probabil cu rol de excreție) lipsesc. Legături cu cleme sunt frecvente în întreg basidiocarpul. Legături cu cleme sunt frecvente în întreg basidiocarpul.[9][10]
- Reacții chimice: se decolorează în total cu anilină de fenol vinaceu, cu formol brun-violet, cu Hidroxid de potasiu maximal slab gălbui și cu tinctură de Guaiacum încet albastru.[11]

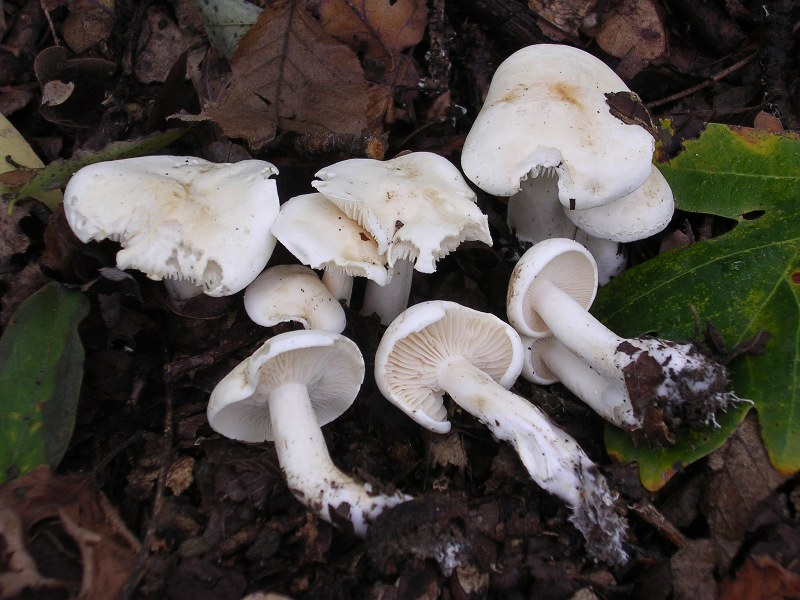
H. cossus, lamele și picior
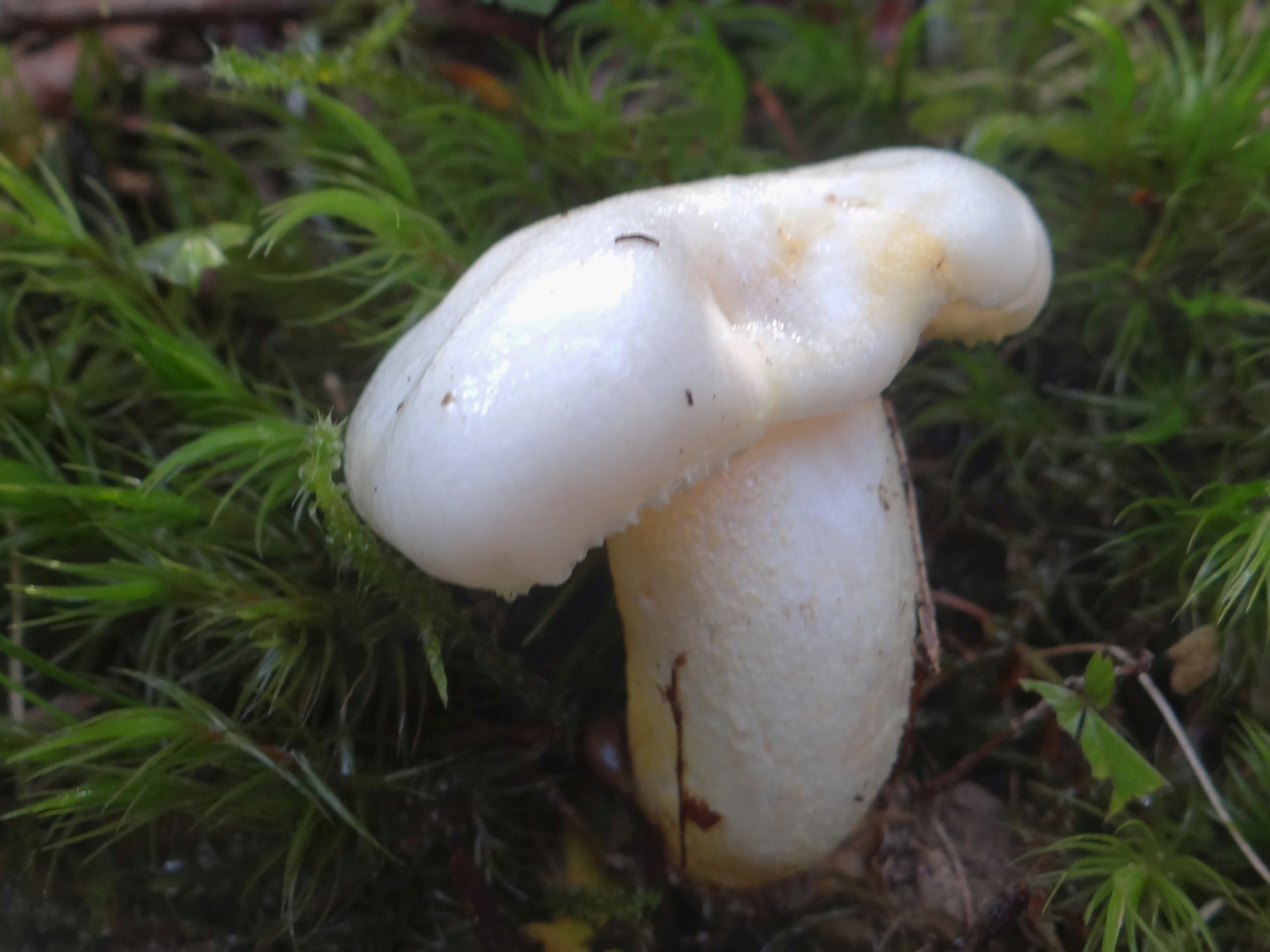
H. cossus tânăr
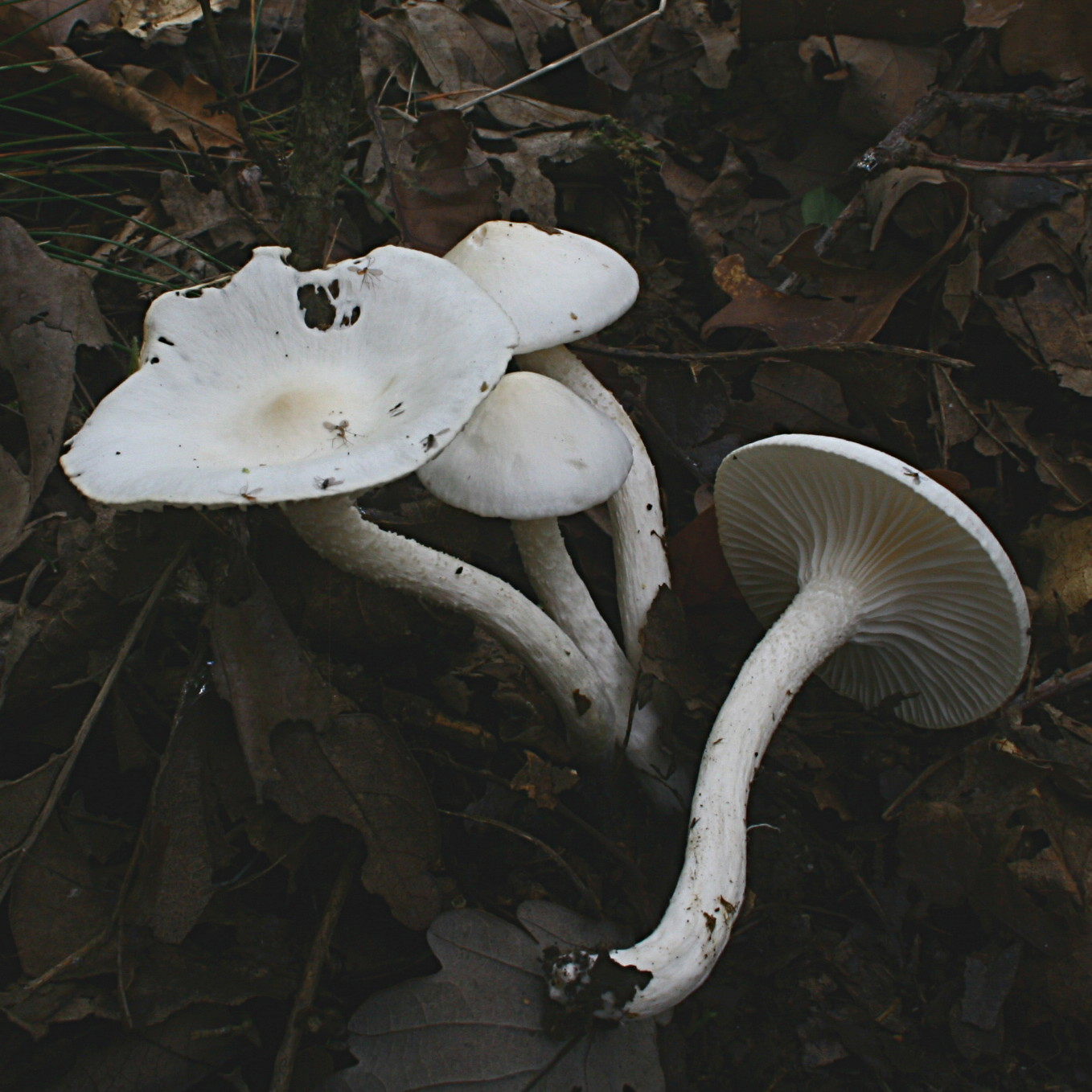
H. cossus bătrân (stânga)
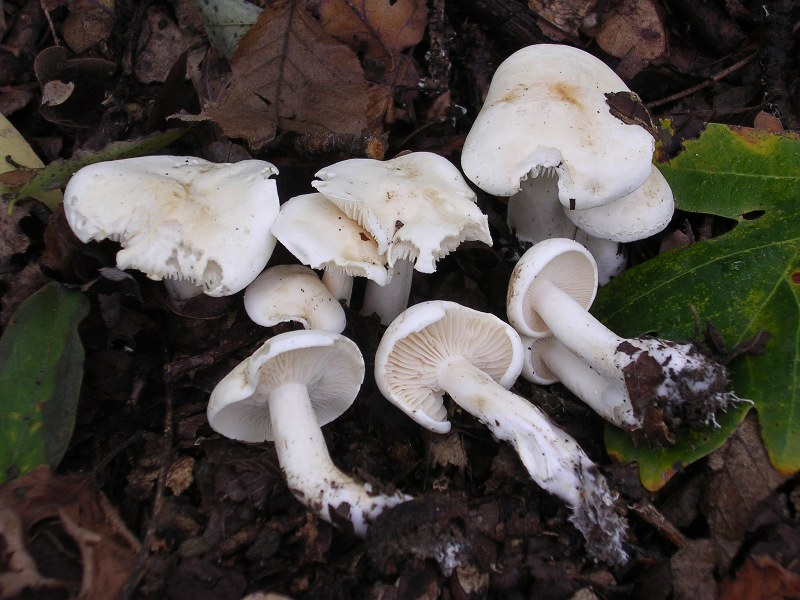
H. cossus în diverse stadii de evoluție

## Confuzii
În mod general, Hygrophorus cossus poate fi confundat cu ciuperci comestibile și mai mult sau mai puțin savuroase cum ar fi: Cuphophyllus virgineus sin. Hygrocybe virginea (comestibil, se dezvoltă preferat prin pășuni) Hygrophorus agathosmus (comestibil, se dezvoltă în păduri de conifere), Hygrophorus chrysodon (comestibil),  Hygrophorus discoxanthus (comestibilitate tare limitată, se dezvoltă tot sub fagi pe sol calcaros, dar cu miros puternic și nu prea plăcut, lamelele se decolorează galben-maroniu), Hygrophorus  eburneus (comestibil), Hygrophorus gliocyclus (comestibil), Hygrophorus hedrychii (comestibil, se dezvoltă sub mesteceni, fără miros și gust specific), Hygrophorus ligatus (comestibil, se dezvoltă sub molizi, fără miros sau gust specific) Hygrophorus nemoreus (comestibil), Hygrophorus penarioides (comestibil, se dezvoltă tot sub fagi dar și sub stejari, fiind mai mare cu cuticulă uscată și mătăsoasă precum ușor pătat pe picior, rar) Hygrophorus penarius (comestibil), Hygrophorus piceae (comestibil, se dezvoltă în păduri de molizi pe  mușchi, fără miros, cu gust plăcut), Hygrophorus penarioides (comestibil, se dezvoltă tot sub fagi dar și sub stejari, fiind mai mare cu cuticulă uscată și mătăsoasă precum ușor pătat pe picior, rar) sau Hygrophorus poetarum (comestibil, se dezvoltă tot sub fagi, dar cu miros fructuos și roz sub cuticulă, destul de rar), sau chiar și cu Oudemansiella mucida (comestibil, saprofit), Tricholoma album (necomestibil) sau cu letala Leucocybe connata (crește în tufe).

## Specii asemănătoare în imagini

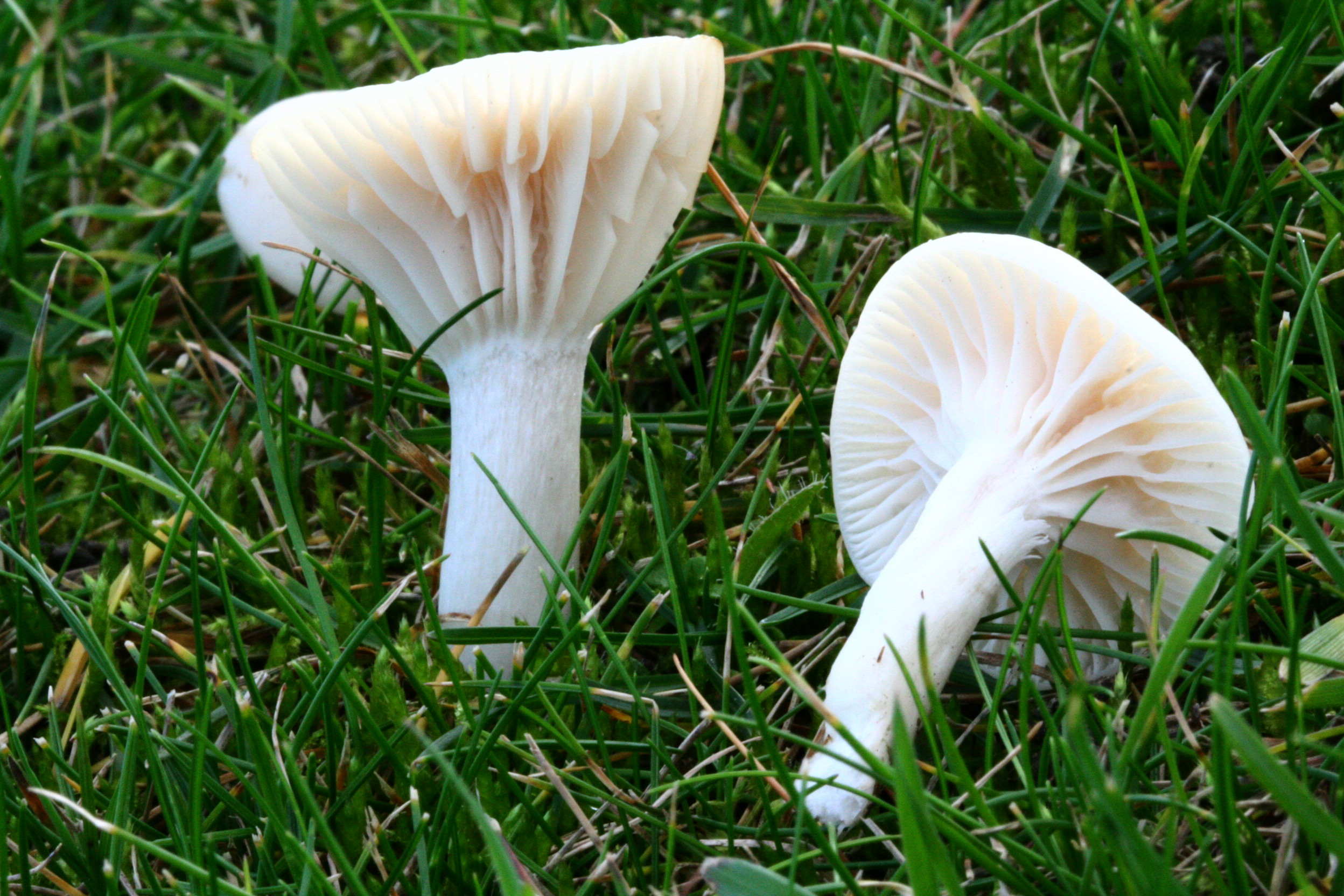
Cuphophyllus virgineus sin. Hygrocybe virginea
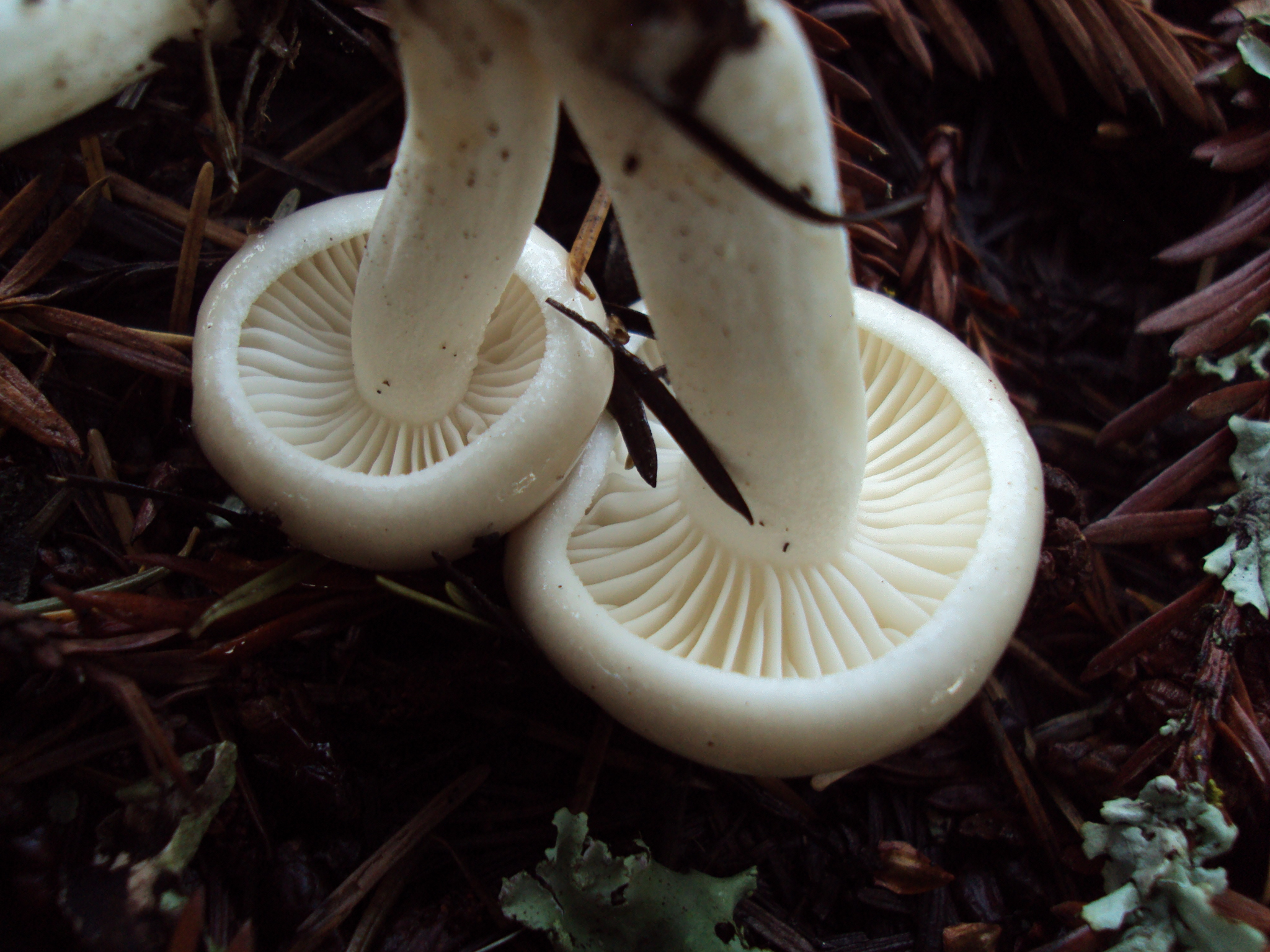
Hygrophorus agathosmus
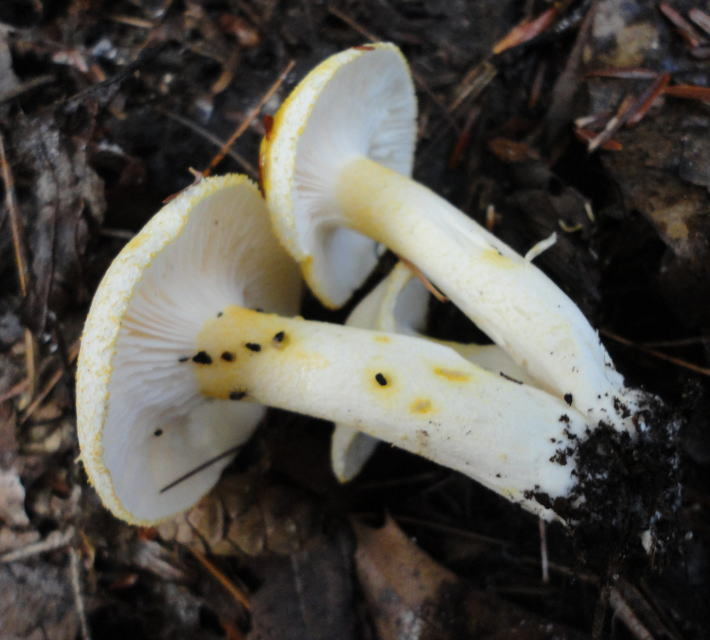
Hygrophorus chrysodon
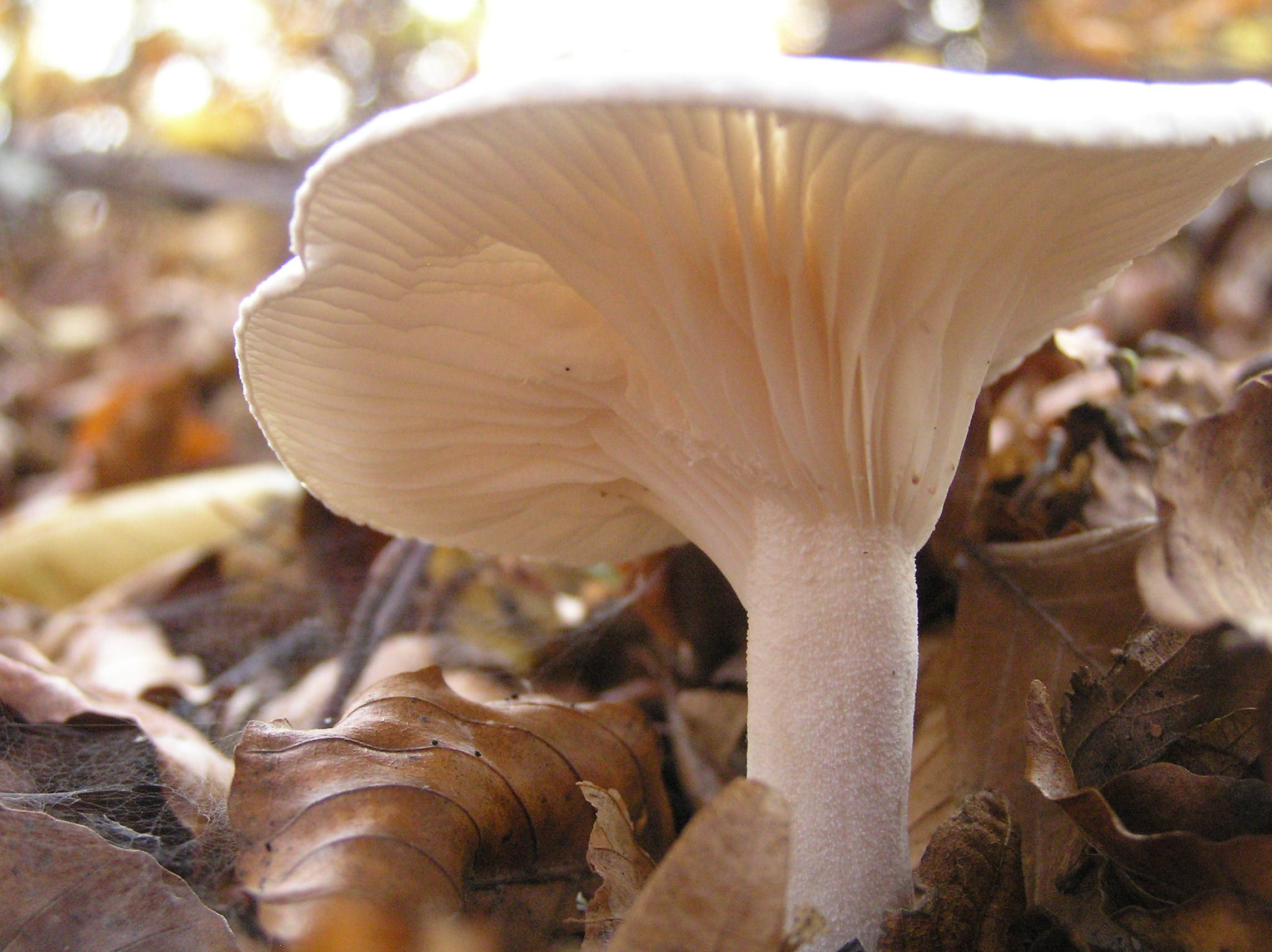
Hygrophorus discoxanthus
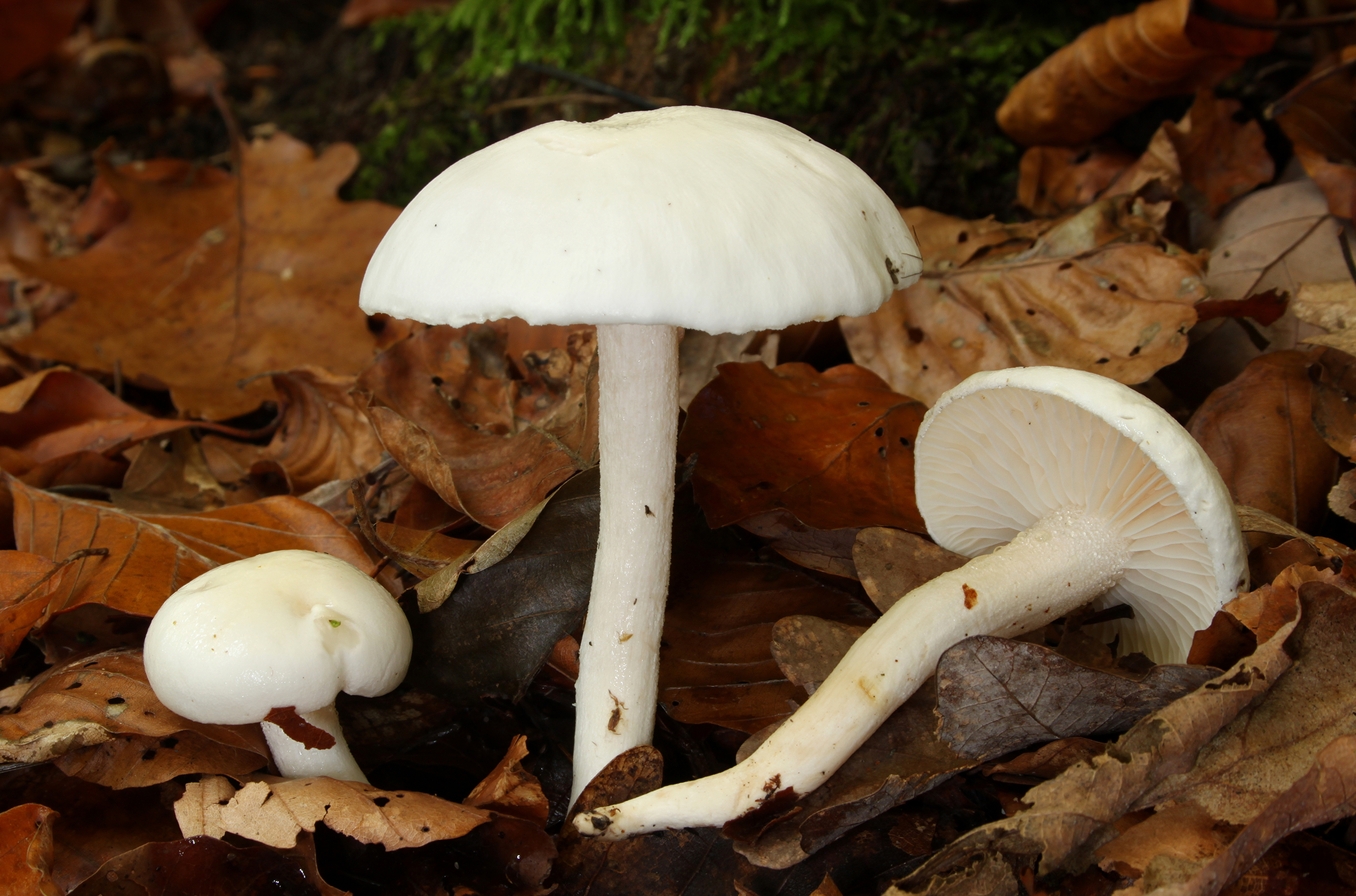
Hygrophorus eburneus

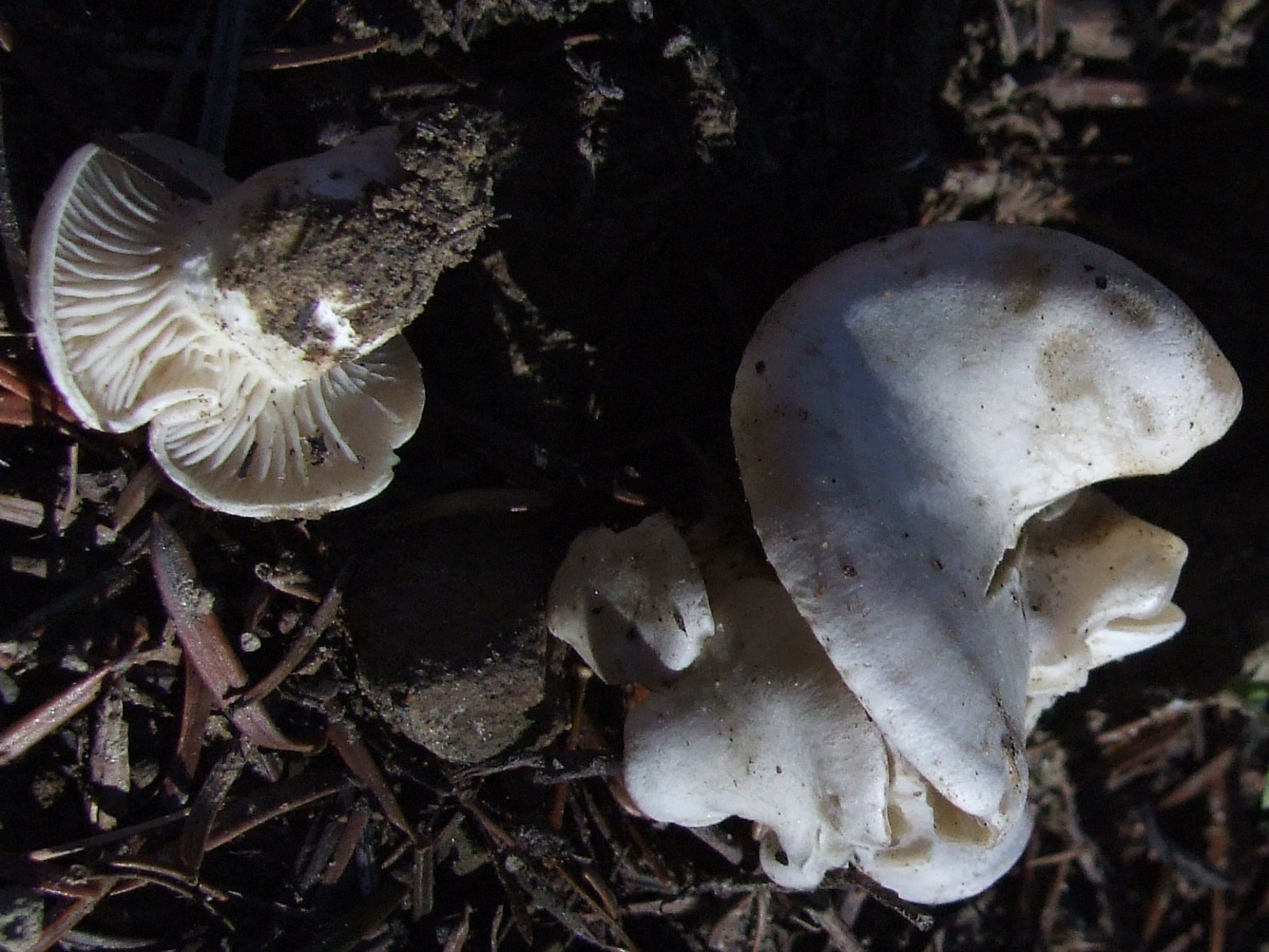
Hygrophorus gliocyclus
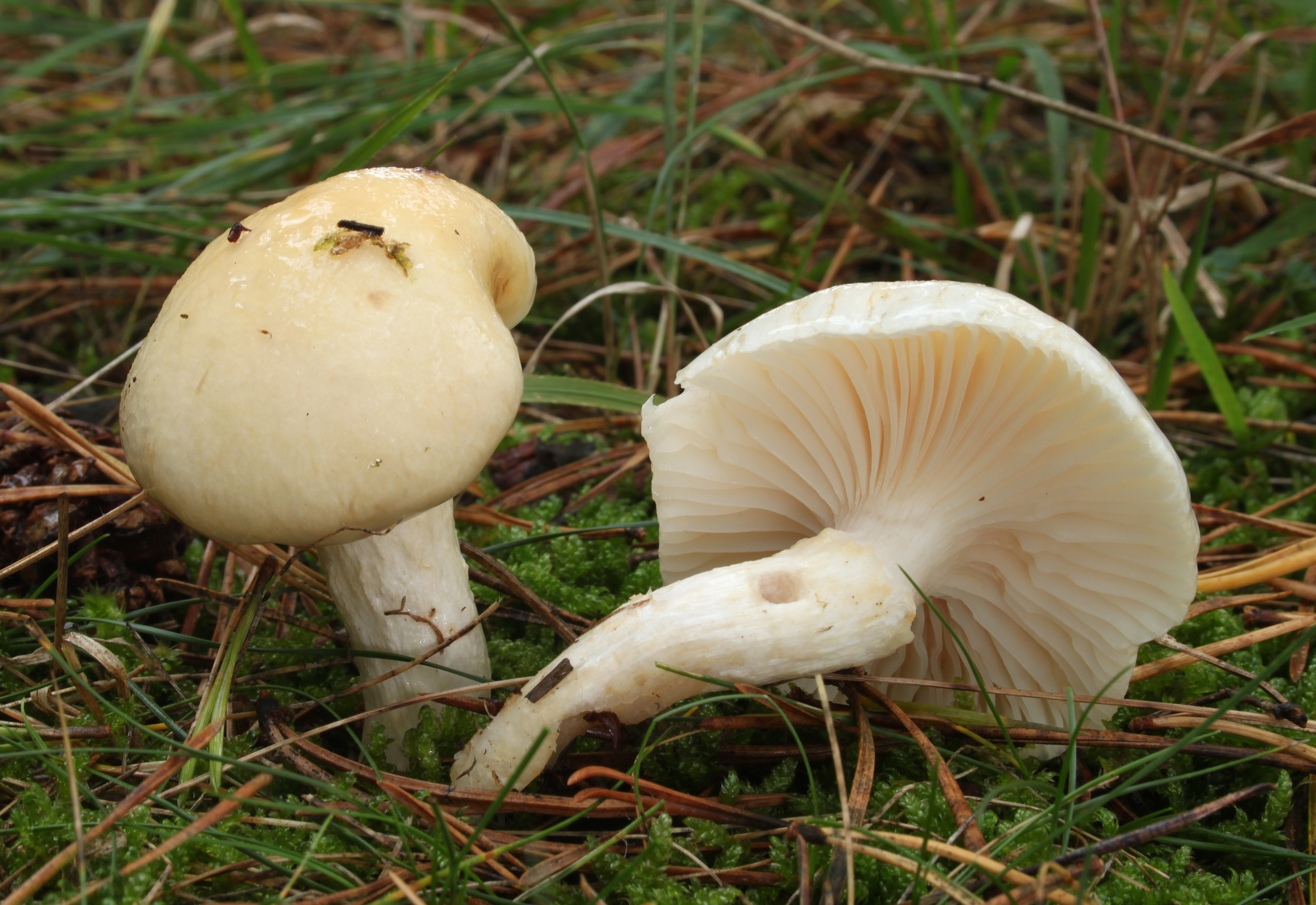
Hygrophorus ligatus
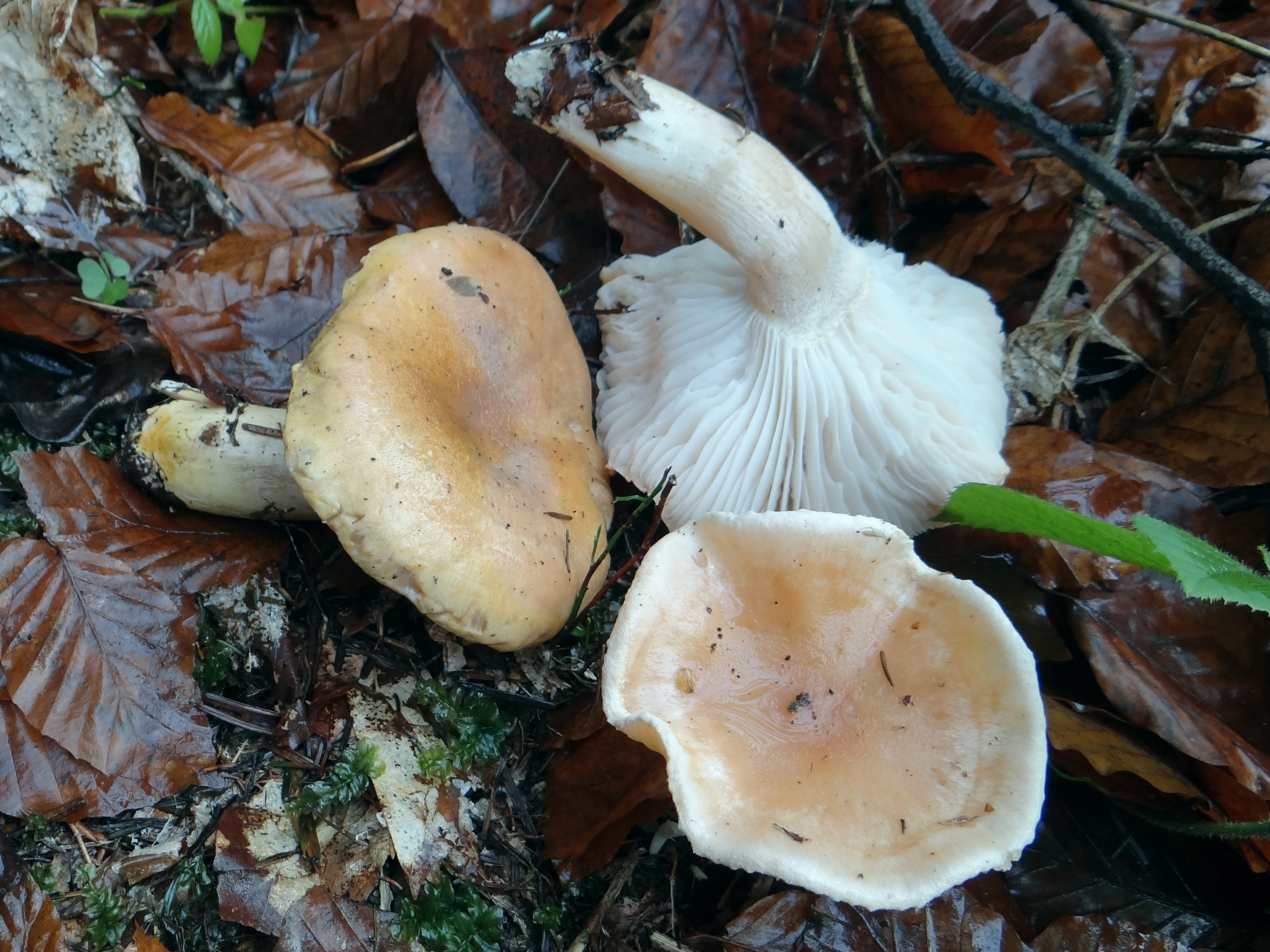
Hygrophorus nemoreus
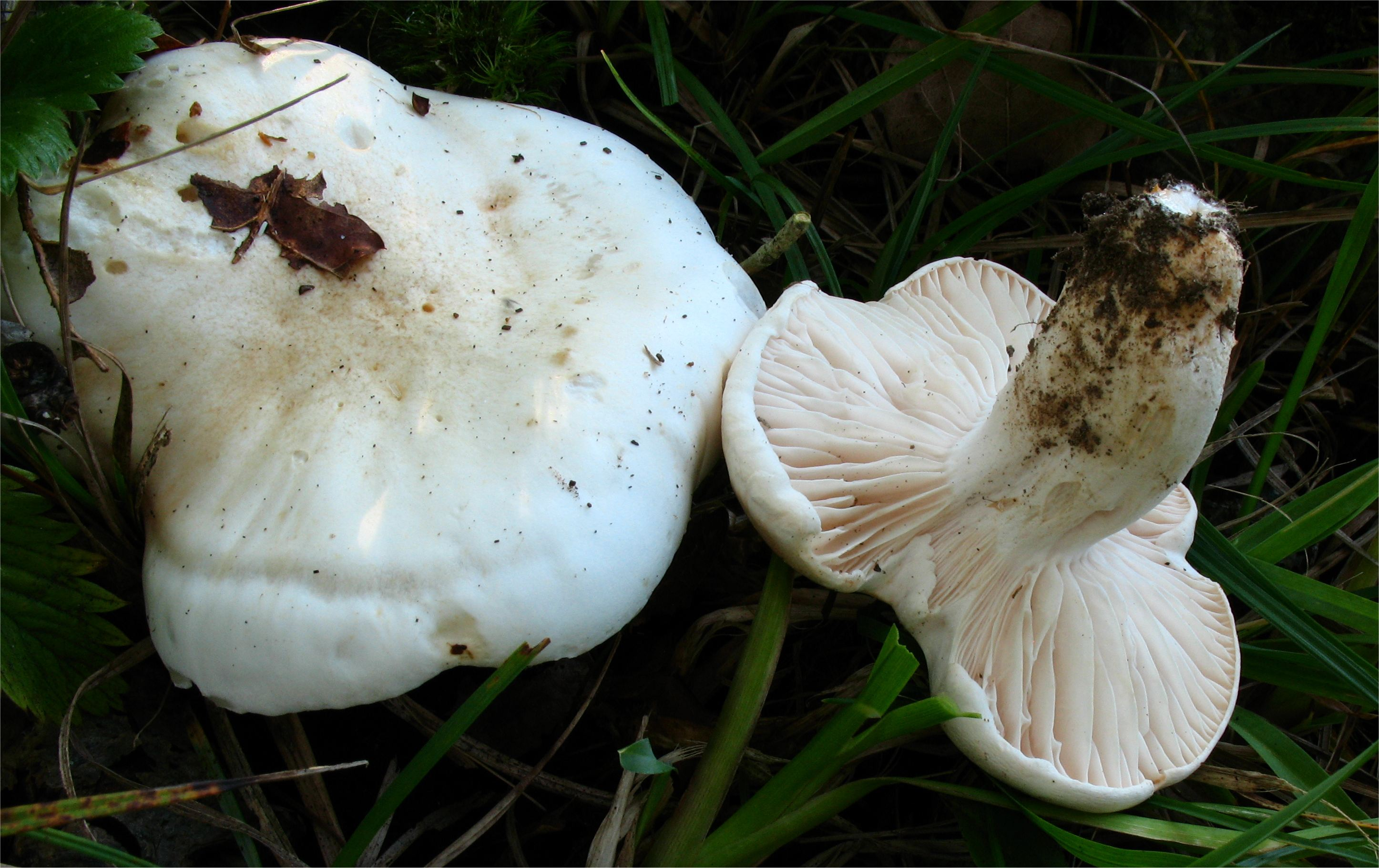
Hygrophorus penarioides
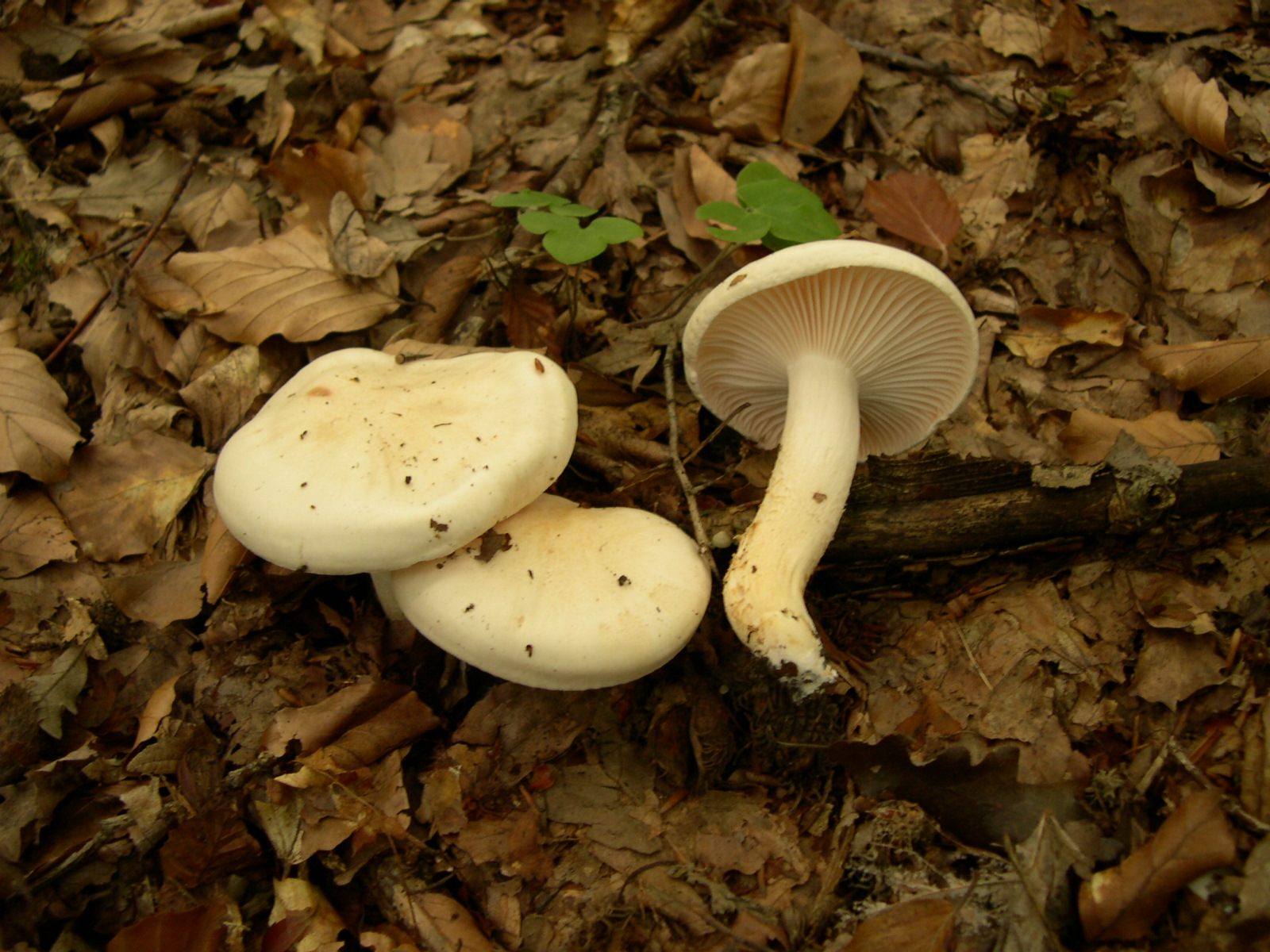
Hygrophorus penarius

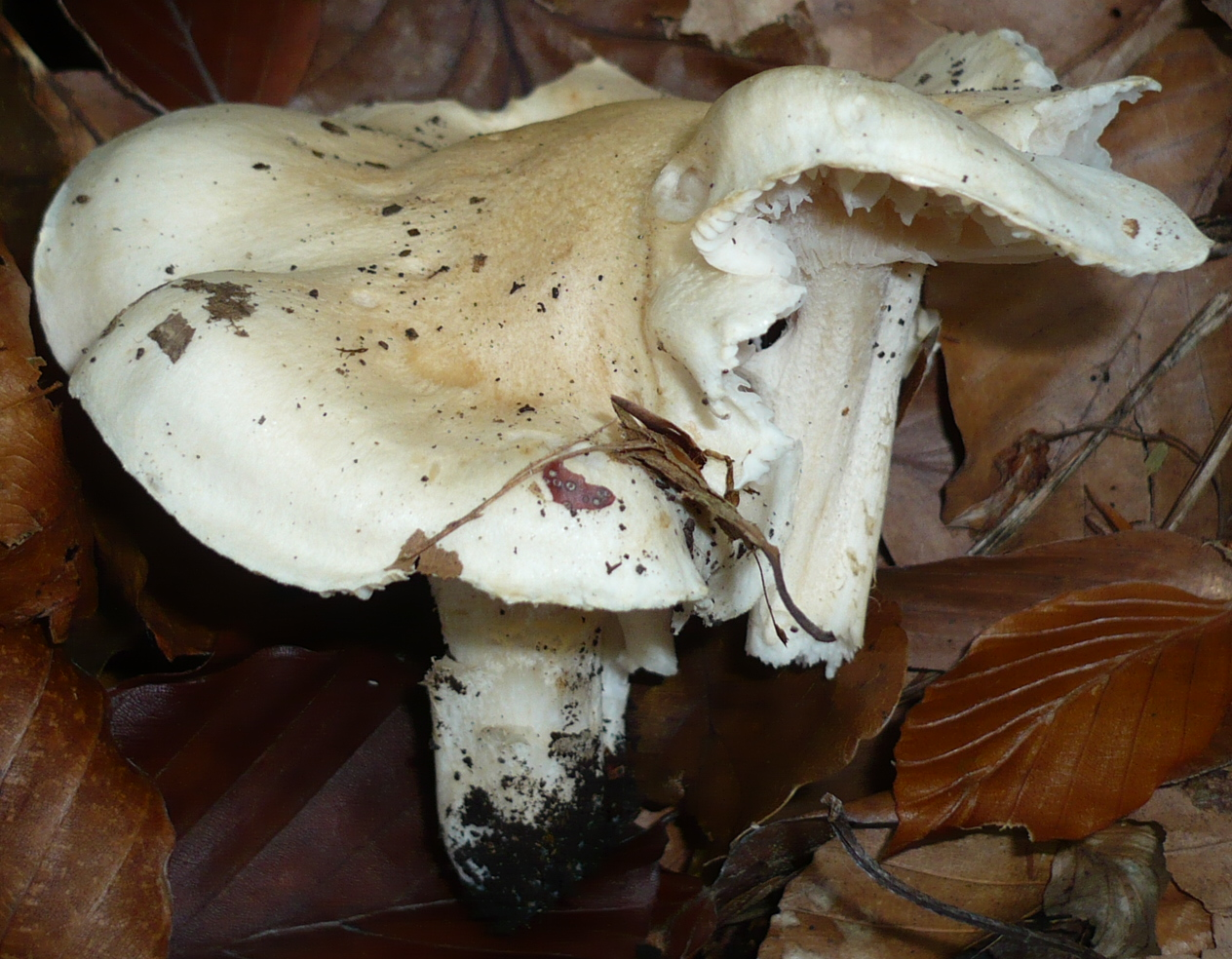
Hygrophorus poetarum
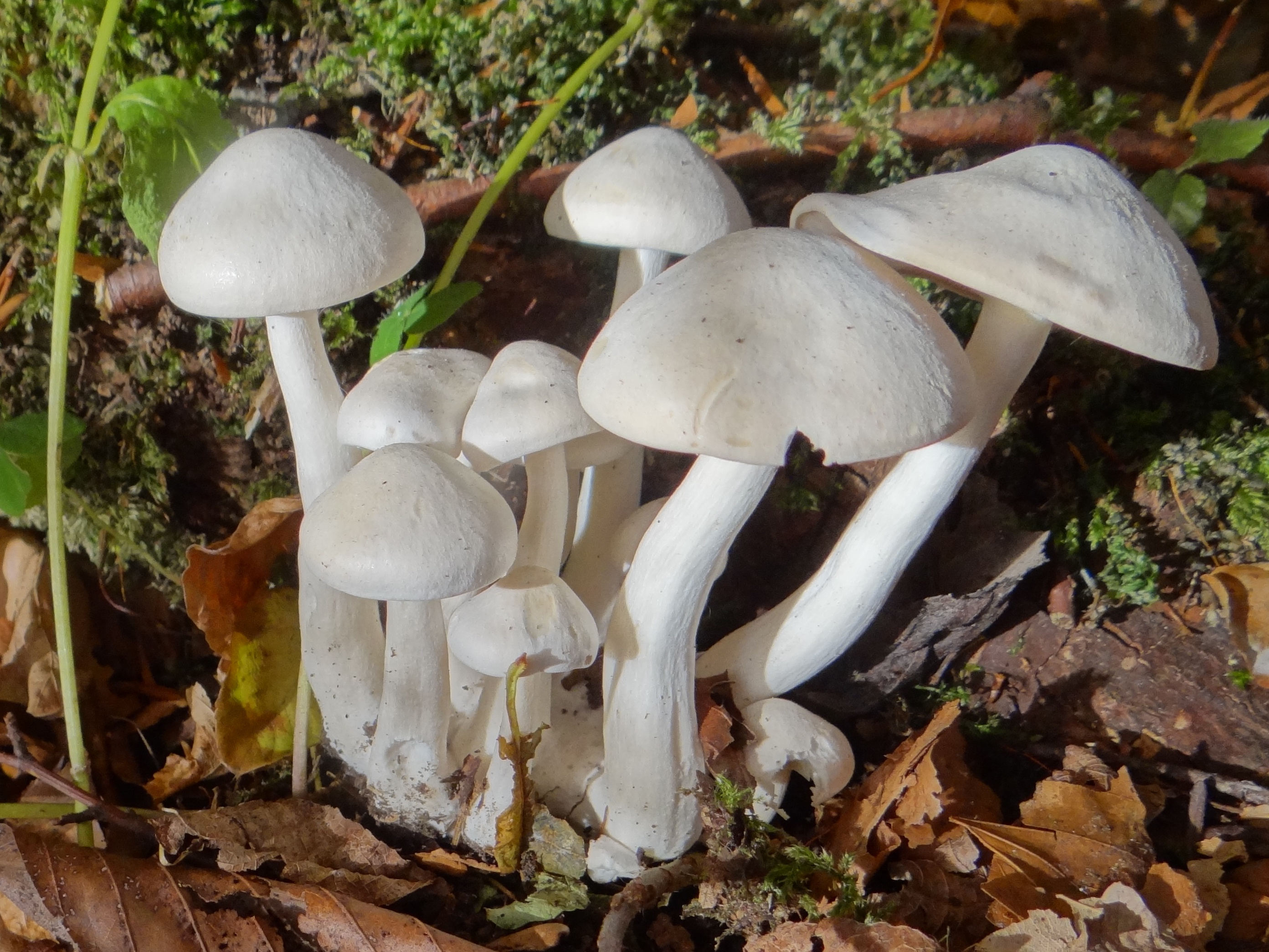
!!!Leucocybe connata!!!
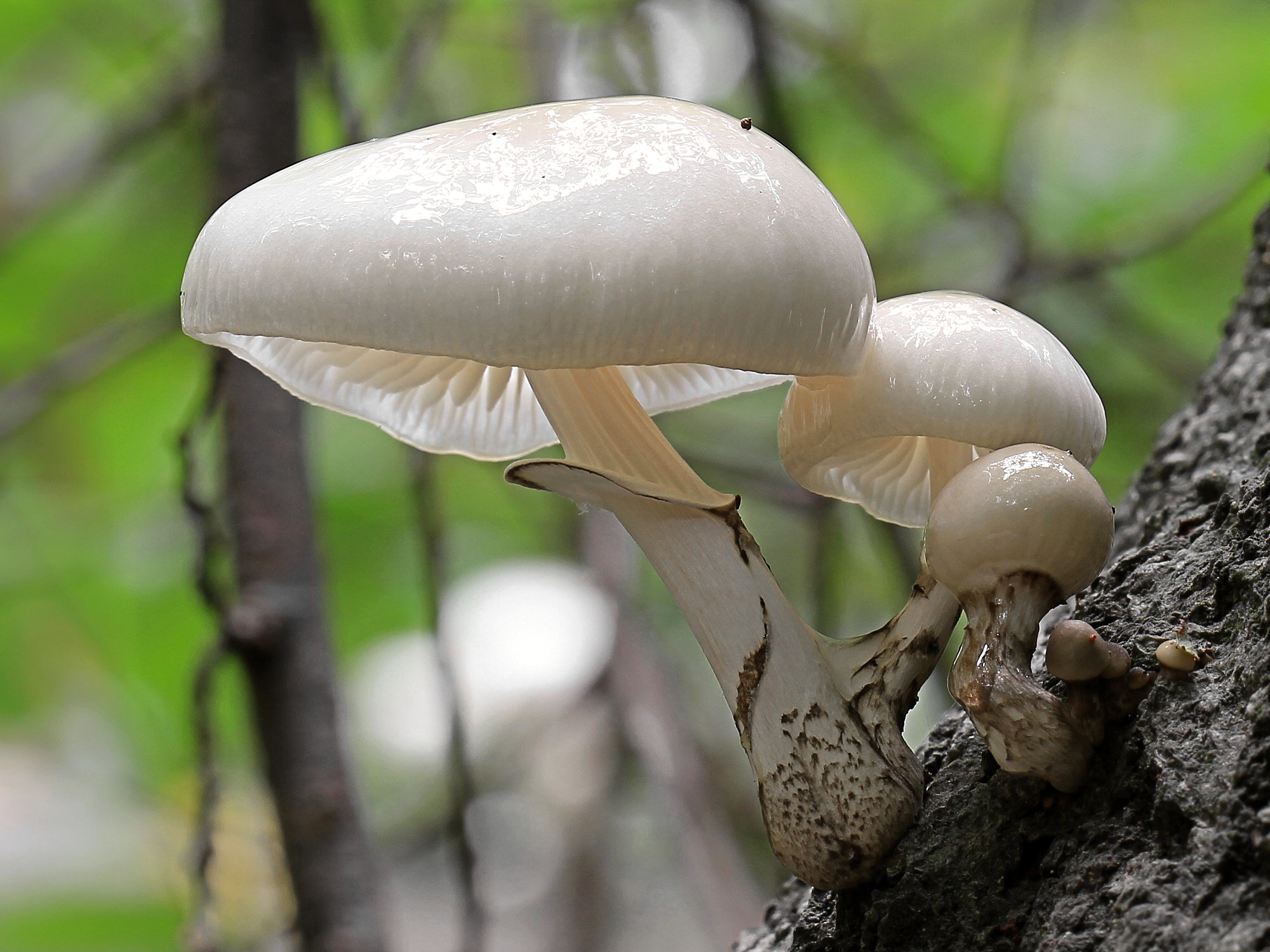
Oudemansiella mucida
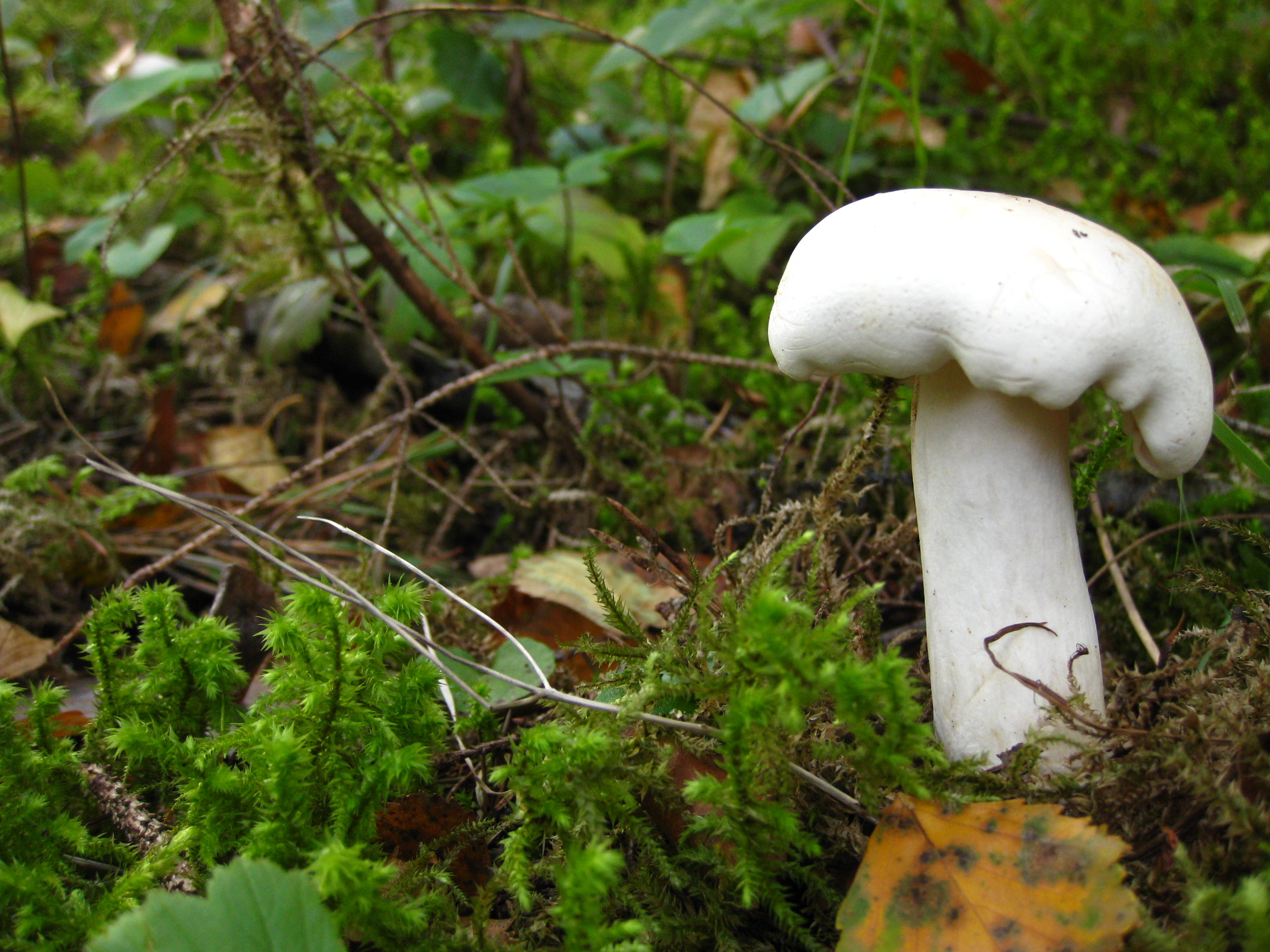
!Tricholoma album!

## Valorificare
Acest burete este considerat comestibil, dar datorită mirosului său nu prea plăcut de valoare culinară scăzută, semnificativ inferioară față de exemplu Hygrophorus eburneus.